# III Киренайски легион
III Киренайски легион (Legio III Cyrenaica) e римски легион, съставен от Марк Антоний през 36 пр.н.е., когато е управител на провинция Киренайка. Емблемата му е непозната.
Участва в похода на Октавиан Август в Египет през 30 пр.н.е. През 35 г. е стациониран в Египет заедно с XXII Дейотаров легион. По времето на Траян е изместен в Бостра (в Сирия).
Легионът участва в походите през:
- 25 пр.н.е. – против Арабия Феликс, днешен Йемен
- 63 – против партите
- 66/70 и 132/136 – отмъстителни мероприятия против Юдейското въстание
- 162/166 – против партите с командир Луций Вер
- 215/217 – против партите с командир Каракала

След въстанието на Зеновия от 267 до 272 г. легионът е изместен на непознато място. През 5 век е стациониран отново в Бостра в Сирия.